# Station Olomouc město
Železniční stanice Olomouc město (Nederlands: Station Olomouc stad, Duits vroeger: Olmütz Stadt) is een station in de Tsjechische stad Olomouc. Het station ligt aan lokaalspoorlijn 275 (die van Olomouc, via Senice na Hané, naar Drahanovice loopt). Het station is onder beheer van de SŽDC en wordt bediend door stoptreinen van de České Dráhy. Ondanks wat de naam doet vermoeden ligt het station niet in de wijk Olomouc-město, maar in Nová Ulice. Bij het station ligt de tramhalte Nádraží Město.
Olomouc hlavní nádraží · Olomouc místní nádraží ↔ Olomouc-Smetanovy sady ↔ Olomouc-Nová Ulice ↔ Olomouc město ↔ Olomouc-Hejčín ↔ Olomouc-Řepčín ↔ Horka nad Moravou ↔ Skrbeň ↔ Příkazy ↔ Senice na Hané ↔ Náměšť na Hané ↔ Drahanovice